# Lancaster Classic (vrouwen)
De Lancaster Classic was eendaagse wielerwedstrijd voor vrouwen die in juni in Lancaster, Pennsylvania werd verreden. De wedstrijd werd in 2006 voor het eerst georganiseerd, tegelijkertijd met de mannenwedstrijd die sinds 1992 bestond. De Duitse Ina-Yoko Teutenberg won de wedstrijd tweemaal alvorens de wedstrijd in 2008 niet meer werd verreden.

## Erelijst
| Jaar | Winnares            | Tweede           | Derde            |
| ---- | ------------------- | ---------------- | ---------------- |
| 2006 | Ina-Yoko Teutenberg | Laura Van Gilder | Catherine Powers |
| 2007 | Ina-Yoko Teutenberg | Gina Grain       | Laura Van Gilder |